# Liste der Biografien/Zj
Liste der Biografien |
Portal Biografien |
Personensuche
# |
A |
B |
C |
D |
E |
F |
G |
H |
I |
J |
K |
L |
M |
N |
O |
P |
Q |
R |
S |
T |
U |
V |
W |
X |
Y |
Z |
?
 
Za |
Zb |
Zc |
Zd |
Ze |
Zf |
Zg |
Zh |
Zi |
Zj |
Zk |
Zl |
Zm |
Zn |
Zo |
Zr |
Zs |
Zu |
Zv |
Zw |
Zy |
Zz
Die Liste der Biografien führt alle Personen auf, die in der deutschsprachigen Wikipedia einen Artikel haben. Dieses ist eine Teilliste mit 8 Einträgen von Personen, deren Namen mit den Buchstaben „Zj“ beginnt.

## Zj

### Zja
- Zjača, Ratko, kroatischer Jazzmusiker (Gitarre, Komposition)
- Zjamtschyk, Uladsimir (* 1973), belarussischer Marathonläufer
- Zjareschtschanka, Wiktar (* 1950), belarussischer Politiker

### Zjo
- Zjoma, Ljubow Alexandrowna (* 1963), russische Mittelstreckenläuferin
- Zjos, Olena (* 1990), ukrainische Bahnradsportlerin

### Zju
- Zjurupa, Alexander Dmitrijewitsch (1870–1928), russischer Revolutionär und sowjetischer Politiker
- Zjurupa, Iwan Iossifowitsch (1905–1972), sowjetischer Brückenbau-Ingenieur
- Zjuzins, Artūrs (* 1991), lettischer Fußballspieler